# Próxima geração da tecnonologia de displays
A "próxima geração da tecnonologia de displays" se refere a qualquer tecnologia de displays que pode vir a superar as tecnologias de LCD e Plasma no futuro.

## Lista de displays de próxima geração
| Tecnologia de display                                      | Companhias envolvidas                                                     | Status |
| ---------------------------------------------------------- | ------------------------------------------------------------------------- | --- |
| Diodo orgânico emissor de luz (OLED)                       | Sony, Samsung, LG                                                         | Em abril de 2007, a Sony anunciou que estaria fabricando 1000 televisores OLED de 11 polegadas por mês para testar sua aceitação no mercado. Em 1 de outubro de 2007, a Sony anunciou que seu modelo de 11 polegadas, agora denominado XEL-1, seria lançado no mercado; o XEL-1 foi inicialmente lançado mercado japonês em dezembro de 2007. Em 2010, a LG produzia um modelo de televisor OLED, a TV de 15 polegadas 15EL9500. A Samsung anunciou a comercialização de um televisor OLED 3D de 55 para o final de 2012. Em 17 de fevereiro de 2011, a Sony anunciou seu OLED Professional Reference Monitor de 25 polegadas, mirando o mercado cinematográfico e dramatúrgico de alto padrão.                                                                                    |
| Transistor orgânico emissor de luz (OLET)                  | Polyera & Institute for Nanostructured Materials                          | |
| Display de superfície condutora emissora de elétrons (SED) | Canon & Toshiba                                                           | Em agosto de 2010, a Canon decidiu abolir a SED Inc., uma subsidiária da Canon Inc. que desenvolve tecnologia SED alegando dificuldade em manter a lucratividade, acabando com as esperanças de TVs SED na sala de estar. |
| Display emissor de campo (FED)                             | Sony, Motorola, AU Optronics                                              | Em janeiro de 2010, a companhia taiwanesa AU Optronics (AUO) anunciou a aquisição de ativos das subsidiárias FET e FET Japan da Sony, incluindo "patentes, know-how, invenções, e equipamentos relevantes relacionados à tecnologia FED". Em novembro de 2010, a Nikkei afirmou que a AUO tinha planos de iniciar a produção em massa de painéis FED no quarto trimestre de 2011, no entanto a AUO afirmou que a tecnologia ainda se encontra em seus estágios iniciais de desenvolvimento e não há planos de produção em massa no momento. |
| TV a laser (Ponto quântico · Cristal líquido)              | Arasor, Mitsubishi, HDI 3D                                                | Em 7 de janeiro de 2008, em um evento associado ao Consumer Electronics Show 2008, a Mitsubishi Digital Electronics America, uma empresa fundamental no mercado de televisores HDTV e de laser vermelho exibiu sua primeira TV a laser comercial, um modelo 1080p de 65 polegadas. Esta TV a laser, chamada "Mitsubishi LaserVue TV", foi disponibilizada no mercado em 16 de novembro de 2008 por $6,999. |
| Display MEMS (iMoD · TMOS · DMS)                           | Qualcomm (iMoD), UniPixel (TMOS), Pixtronix (DMS), tMt, Texas Instruments | Os displays IMOD já se encontram disponíveis no mercado. Os displays QMT que utilizam a tecnologia IMOD são encontrados no dispositivo de bluetooth dos fones de ouvido Acoustic Research ARWH1 Stereo, no Showcare Monitoring system (Coreia), e no Hisense C108, e aplicações de mp3 do Freestyle Audio e Skullcandy. No mercado da tecnologia móvel, os fabricantes taiwaneses Inventec e Cal-Comp anunciaram telefones com displays Mirasol, enquanto a LG afirma estar desenvolvendo 'um ou mais' fones de ouvido utilizando a tecnologia Mirasol. Todos estes produtos possuem apenas duas cores (preto e outra), ou seja, são displays "bicromáticos". As tecnologias de display TMOS da UniPixel e DMS da Pixtronix podem entrar em comercialização dentro de poucos anos. |
| Display de ponto quântico (QD-LED)                         | QD Vision, NanoPhotonica, Nanosys                                         | Vários especialistas esperam que a tecnologia de displays de ponto quântico compita ou mesmo substitua os displays em LCD no futuro, incluindo nos computadores de mesa, notebooks e televisores. Essas aplicações iniciais por si só representam um mercado potencial de $1-billion em 2012 para os componentes de ponto quântico. Além de suas aplicações na tecnologia de displays, várias outras companhias já fabricam lâmpadas de QD-LED; cujas princiais promessas são a eficiência energética e maior tempo de vida. |
| Display de ferrofluido (FLD)                               | LG & Philips, Micron Technology, Forth Dimension Displays                 | Alguns produtos comerciais parecem utilizar a tecnologia FLCD. |
| TDEL                                                       | iFire Technology                                                          | Ao final de 2008, a iFire Technology foi vendida pela Westaim para uma joint venture sino-canadense, o CTS Group. O progresso no desenvolvimento desta tecnologia é agora aguardado. |
| Display de pixel telescópico (TPD)                         | Microsoft & Universidade de Washington                                    | Esta tecnologia ainda se encontra em seus primeiros estágios de desenvolvimento, e este projeto é uma empreitada incomum para a Microsoft, que não atua no mercado dos displays. Existe a possibilidade de que a Microsoft passe a colaborar com algum fabricante de displays, mas a produção em escala comercial não terá início até no mínimo 2013. |
| Display de laser de fósforo (LPD)                          | Prysm                                                                     | Em 25 de fevereiro de 2011, a Prysm anunciou que seus displays empilháveis de alta definição, que utilizam a tecnologia Laser Phosphor Display (LPD) já estão disponíveis para venda e envio a consumidores. |